# Raveevadee Pansombut
Raveevadee Pansombut es una deportista tailandesa que compitió en taekwondo. Ganó una medalla de bronce en el Campeonato Mundial de Taekwondo de 1997, y una medalla de bronce en el Juegos Asiáticos de 1998.

## Palmarés internacional
| Campeonato Mundial | Campeonato Mundial  | Campeonato Mundial | Campeonato Mundial |
| Año                | Lugar               | Medalla            | Categoría          |
| ------------------ | ------------------- | ------------------ | ------------------ |
| 1997               | Hong Kong (China)   | Medalla de bronce  | –55 kg             |
| Juegos Asiáticos   |                     |                    |                    |
| Año                | Lugar               | Medalla            | Categoría          |
| 1998               | Bangkok (Tailandia) | Medalla de bronce  | –55 kg             |